# Tomás Pérez Turrent
Tomás Pérez Turrent (San Andrés Tuxtla, Veracruz, 15 de enero de 1935 - Ciudad de México, 13 de diciembre de 2006) fue un guionista, actor, director, profesor y crítico de cine de México. Además de estas labores fue un divulgador de la cinematografía mexicana en distintas disciplinas.

## Biografía
Estudió filosofía en la Universidad Nacional Autónoma de México y laboró en la Cinemateca Francesa de 1963 a 1967. De vuelta en México colaboró en la creación de la revista El Nuevo Cine de 1961 a 1962. Fue profesor de las dos principales escuelas cinematográficas de México, el Centro Universitario de Estudios Cinematográficos (CUEC) y del Centro de Capacitación Cinematográfica (CCC). Como crítico de cine colaboró en los periódicos El Nacional, El Universal, Siempre!, El Día y Casa del Tiempo de la Universidad Autónoma Metropolitana; escribió en las revistas Sucesos, Revista de la Universidad Nacional, Comunidad Conacyt, Vogue y el suplemento La Cultura en México de Siempre! y fue colaborador en las revistas de cine de Francia Positif de España, Nuestro Cine y de México Cine, Imágenes, Dicine y Pantalla. Asimismo escribió la sección mexicana de la International Film Guide de 1973 a 1994 y fue investigador en la Filmoteca de la UNAM. En la televisión colaboró en Tiempo de Cine de Canal 11, Cine corto, ideas largas de Televisa así como Fábrica de sueños y Esta semana en la cineteca de Imevisión. 

## Obra

### Libros
- 1977 - Luis Alcoriza
- 1978 - El cine irritante de Rafael Corkidi
- 1980 - Historia del cine mundial desde los orígenes hasta nuestros días de Georges Saudul (tradujo al español y actualizó)
- 1981 - El futuro nos visita (el cine en el año 2000)
- 1984 - Canoa
- 1985 - Fábrica de sueños
- 1986 - Luis Buñuel. Prohibido asomarse al interior
- 1991 - Buster Keaton
- 1993 - Le cinéma mexicain

### Filmografía (como guionista)
- 1975 - Canoa
- 1976 - Mina, viento de libertad
- 1976 - Las poquianchis
- 1977 - Lecumberri
- 1977 - El complot mongol
- 1978 - Benjamín Argumedo
- 1979 - Jubileo
- 1981 - La cabeza de la hidra
- 1982 - Alsino y el cóndor
- 1983 - Vidas errantes
- 1987 - Ulama
- 1987 - La furia de un dios
- 1988 - El otro crimen
- 1989 - Sandino
- 1990 - Kino
- 1996 - Un pedazo de noche

## Premios
- Medalla Salvador Toscano al Mérito Cinematográfico, 1998.